# バフィン島

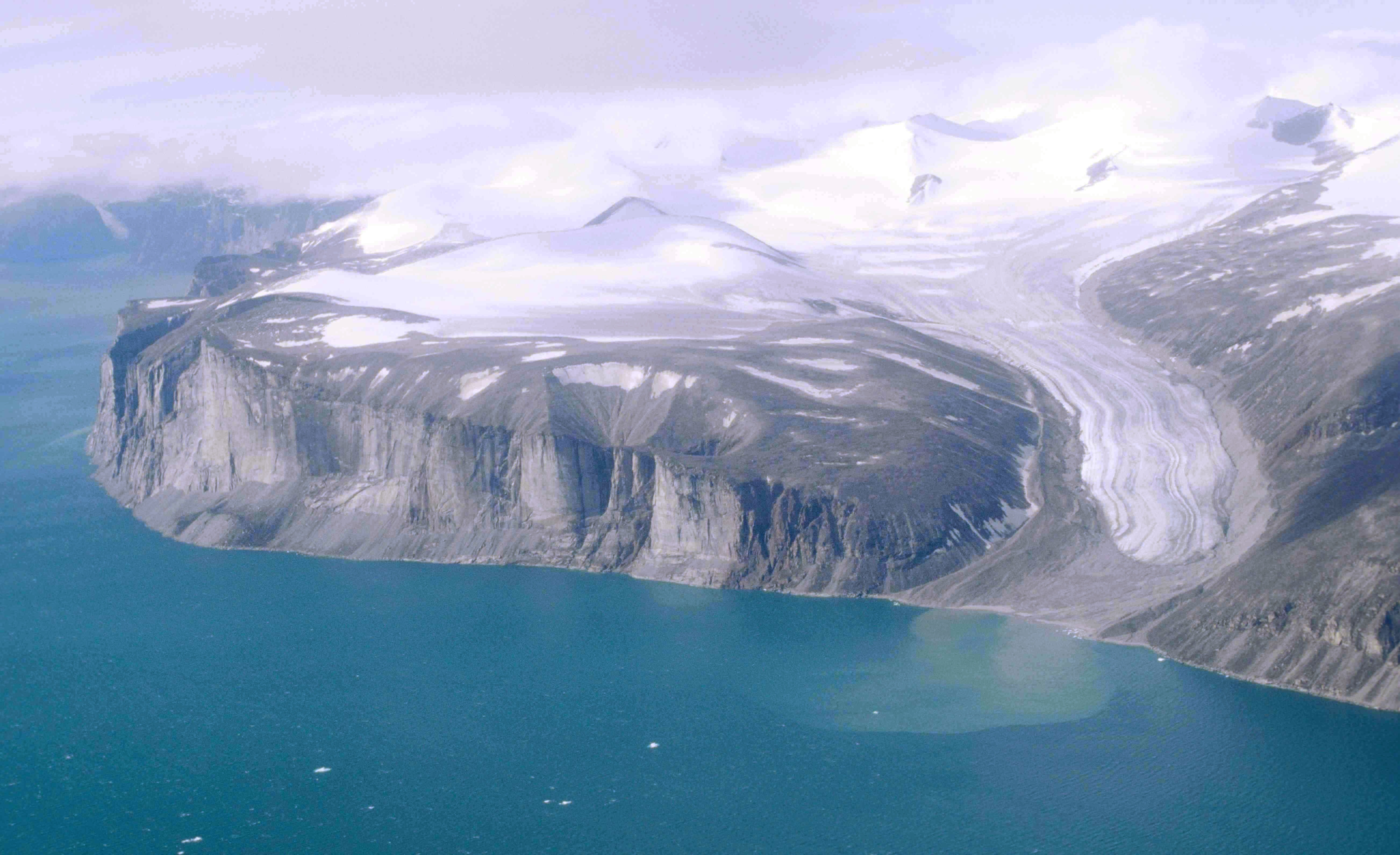
バフィン島の北東部の海岸

バフィン島（バフィンとう、Baffin Island、イヌクティトゥト語：Qikiqtaaluk）は、カナダ北東部（ヌナブト準州）の北極諸島にある島。バッフィン島とも呼ばれる。

## 概要
面積は507,451 km2で、カナダ最大の島。世界の島の中では第5位で、世界第7位の島である本州の2.23倍、日本の1.34倍の面積である。
人口は13,039人（2021年国勢調査）。北部では鉱業が行われている。

## 歴史
先史時代よりバフィン島にはイヌイットが居住した遺跡が残されている。西暦1000年ごろ、ノルマン人航海者レイフ・エリクソンがグリーンランドから西に向けて探検航海した際、発見した陸地にヘルランド（岩の国）と名づけたが、これは現在のバフィン島であると推定されている。1576年になってイギリスの航海者マーティン・フロビッシャーが到達した。1615年から1616年にイギリスの航海者ウィリアム・バフィンがバフィン湾など島の周辺を細かく探検し、19世紀にイギリスの航海者ウィリアム・パリーはこの島に先駆者の名前をつけて栄誉を称えた。

## 地理
島内にはネチリング湖とアマジュアク湖という大きな湖がある。島の最高峰はオーディン山。
島の東はバフィン湾、デーヴィス海峡をはさんでグリーンランド、南にはハドソン海峡をはさんでカナダ本土のケベック州がある。北と西はフォックス湾、ブーシア湾、プリンスリージェント海峡、ランカスター海峡でデヴォン島やサマーセット島、メルヴィル半島などと隔てられている。東側にバフィン島海流が流れている。
ヌナブト準州に属し、州都のイカルイトは南東部にある。南部のフォックス半島付近にはネチリング湖およびラムサール条約登録地のデューイ・ソーパー渡り鳥保護区がある。一帯には蘚類とスゲの生える湿地平野が広がり、世界最大のガンの繁殖コロニーがあるほか、トナカイも夏の間にここで過ごす。

## 主な町
バフィン島には全部で28の町（コミュニティ）がある。
- イカルイト（人口7,429人）
- パングナータング（英語版）（人口1,504人）
- ポンドインレット（英語版）（人口1,555人）
- クライドリバー（英語版）（人口1,181人）
- アークティックベイ（英語版）（人口944人）
- キミルット（英語版）（人口426人）
- ナニシビック（英語版）（人口0人）

人口値は2021年の国勢調査に基づく。ナニシビックには2001年の国勢調査時点では77人の人口を有していたが、廃鉱により無人となった。